# Liste der Biografien/Vat
Liste der Biografien |
Portal Biografien |
Personensuche
# |
A |
B |
C |
D |
E |
F |
G |
H |
I |
J |
K |
L |
M |
N |
O |
P |
Q |
R |
S |
T |
U |
V |
W |
X |
Y |
Z |
?
 
Va |
Vd |
Ve |
Vh |
Vi |
Vj |
Vl |
Vn |
Vo |
Vr |
Vs |
Vt |
Vu |
Vy
 
Vaa |
Vab |
Vac |
Vad |
Vae |
Vaf |
Vag |
Vah |
Vai |
Vaj |
Vak |
Val |
Vam |
Van |
Vap |
Vaq |
Var |
Vas |
Vat |
Vau |
Vav |
Vaw |
Vax |
Vay |
Vaz
Die Liste der Biografien führt alle Personen auf, die in der deutschsprachigen Wikipedia einen Artikel haben. Dieses ist eine Teilliste mit 95 Einträgen von Personen, deren Namen mit den Buchstaben „Vat“ beginnt.

## Vat

### Vata
- Vata, Fatmir (* 1971), albanischer Fußballspieler
- Vata, Rocco (* 2005), irisch-albanischer Fußballspieler
- Vata, Rudi (* 1970), albanischer Fußballspieler
- Vatable, François († 1547), französischer Gräzist und Hebraist
- Vătafu, Ștefania (* 1993), rumänische Fußballspielerin
- Vatan, Çağatay (* 1997), türkischer Fußballspieler
- Vatanatham, Chuchart, thailändischer Badmintonspieler
- Vatanen, Ari (* 1952), finnischer Rallyefahrer und Politiker, MdEPAri Vatanen (* 1952)

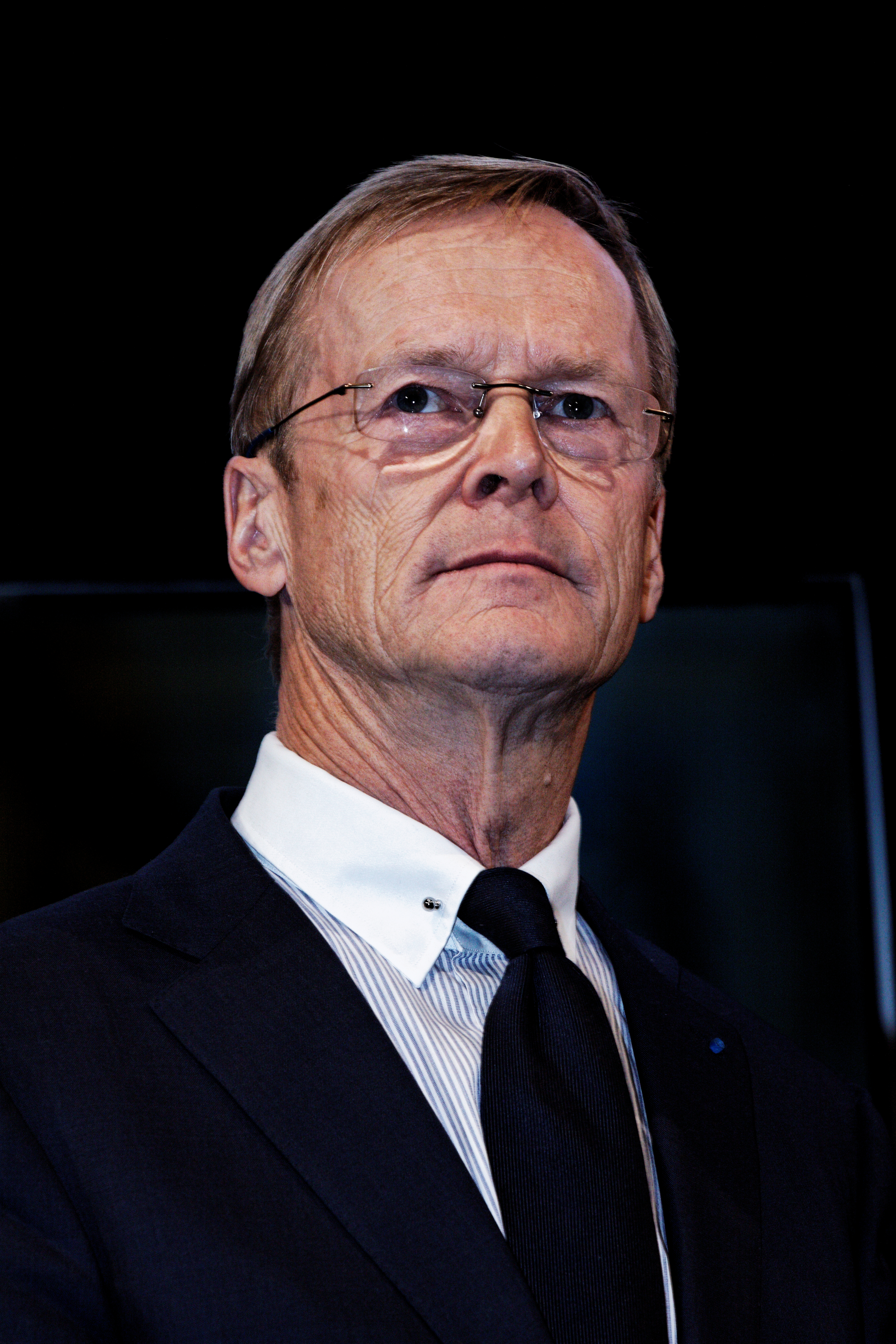
Ari Vatanen (* 1952)

- Vatanen, Jussi (* 1978), finnischer Schauspieler
- Vatanen, Sami (* 1991), finnischer Eishockeyspieler
- Vatankoş, Aylin (* 1970), türkische Pop- und Folklore-Sängerin
- Vatanparast, Farid (* 1979), deutscher Boxer des deutschen Nationalkaders, Motivationstrainer, Pädagoge, Boxtrainer und freier Unternehmer
- Vatansever, Birhan (* 1997), türkischer Fußballspieler
- Vatansever, Cemil (* 1984), türkischer Fußballspieler
- Vatansever, Vedat (* 1969), türkischer Fußballspieler und -trainer

### Vatc
- Vâtcă, Cosmin (* 1982), rumänischer Fußballspieler
- Vatcher, Michael (* 1954), amerikanischer Perkussionist

### Vate
- Vate, Nancy Van de (1930–2023), US-amerikanische Komponistin
- Vatel, François (1631–1671), französischer KüchenmeisterFrançois Vatel (1631–1671)

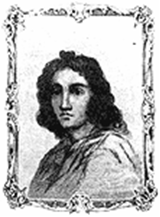
François Vatel (1631–1671)

- Vatel, Jean († 1582), französischer Dichter
- Vater, Abraham (1684–1751), deutscher Mediziner und Philosoph
- Vater, Albert (1859–1923), sozialdemokratischer Politiker und Mitbegründer der KPD in Magdeburg
- Vater, Alwin (1869–1918), deutscher Bahnradsportler
- Vater, Antoine (1689–1759), französischer Cembalobauer deutscher Herkunft
- Vater, Axel (1949–2014), deutscher bildender Künstler
- Vater, Christian (1651–1732), deutscher Mediziner
- Vater, Christian (1679–1756), deutscher Orgelbauer
- Vater, Eduard († 1880), deutscher evangelischer Geistlicher und Parlamentarier
- Vater, Gerhard (1924–1982), deutscher Gewerkschafter
- Vater, Heidi (* 1966), deutsche Fußballspielerin und -trainerin
- Vater, Heinrich (1859–1930), deutscher Forstwissenschaftler, Professor der Bodenkunde und Standortslehre
- Vater, Heinz (1932–2015), deutscher germanistischer Sprachwissenschaftler
- Vater, Henning, deutscher Violinist und Orchesterleiter
- Vater, Johann Severin (1771–1826), deutscher Theologe und Sprachforscher
- Vater, Klaus (* 1946), stellvertretender Regierungssprecher
- Vater, Margarethe, deutsche Pädagogin
- Vater, Maria (1924–2020), deutsche Politikerin (SPD), MdL
- Vater, Markus (* 1970), deutscher Künstler
- Vater, Martin, deutscher Orgelbauer
- Vater, Richard (1865–1919), deutscher Maschinenbauingenieur
- Vater, Wolfgang (* 1940), deutscher Autor
- Vater, Wolfgang (1942–2021), deutscher Kommunalpolitiker (CDU)
- Vater, Wolfgang (* 1949), deutscher Tischtennisspieler
- Vater, Wulf (1917–2007), deutscher Pharmakologe
- Vaterlaus, Ernst (1891–1976), Schweizer Politiker (FDP), Ständeratspräsident
- Vaterlaus, Willy (* 1922), Schweizer Jazz- und Unterhaltungsmusiker (Trompete)
- Vaternahm, Erich (1893–1964), deutscher Unternehmer und Zeitungsverleger
- Vaters, Alberts (1905–1928), lettischer Fußballspieler

### Vath
- Väth, Alfons (1874–1937), deutscher Jesuit und Historiker
- Vath, Carl (1909–1974), deutscher Kaufmann, römisch-katholischer Prälat
- Vath, Clara, deutsche Illustratorin
- Väth, Hans (1897–1950), deutscher Industriearchitekt
- Vath, Joseph Gregory (1918–1987), US-amerikanischer Geistlicher und römisch-katholischer Bischof
- Väth, Markus (* 1975), deutscher Psychologe
- Väth, Martin (* 1967), deutscher Mathematiker und Hochschullehrer
- Vath, Martin (* 1978), deutscher Mixed-Martial-Arts- und Combat-Sambo-Kämpfer
- Väth, Mike (* 1967), deutscher Techno-Musiker, DJ, Digitalkünstler und Kommunikationsdesigner
- Väth, Sven (* 1964), deutscher DJ, Musiker und Label-BetreiberSven Väth (* 1964)

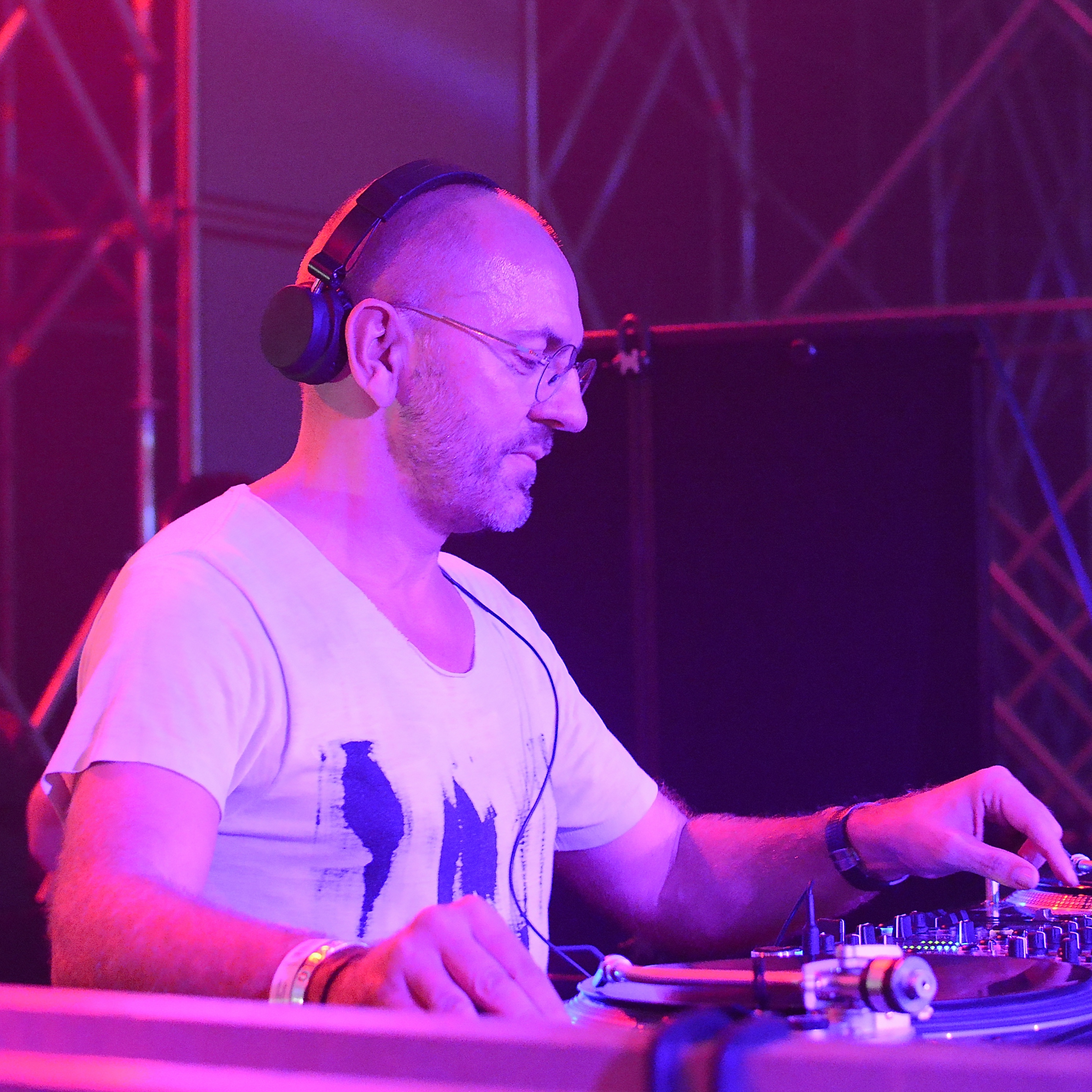
Sven Väth (* 1964)

- Väth, Werner (1945–2012), deutscher Politikwissenschaftler
- Vathanaka, Chan (* 1994), kambodschanischer Fußballspieler
- Vathy, Zsuzsa (1940–2017), ungarische Autorin

### Vati
- Vatinius, Publius, Politiker der ausgehenden römischen Republik

### Vatk
- Vatke, Wilhelm (1806–1882), evangelischer Theologe
- Vatke, Wilhelm (1849–1889), deutscher Botaniker

### Vatn
- Vatn, Arild (* 1952), norwegischer Ökonom
- Vatnani, Lucky (* 1985), indischer Snookerspieler
- Vatne, Stian (* 1974), norwegischer Handballspieler und -trainer
- Vatnhamar, Sølvi (* 1986), färöischer Fußballspieler

### Vato
- Vatout, Jean (1791–1848), französischer Historiker, Politiker und Schriftsteller

### Vatr
- Vatrano, Frank (* 1994), US-amerikanischer Eishockeyspieler
- Vatrican, Kylian (* 2004), monegassischer Sprinter

### Vats
- Vatsal, Vinayak (* 1969), kanadischer Mathematiker
- Vatsella, Katerina (* 1952), Kunsthistorikerin und Kuratorin
- Vatsyayana Mallanaga, indischer Autor des in der Gelehrtensprache Sanskrit verfassten Kamasutras

### Vatt
- Vattackuzhy, Mathew (1930–2016), indischer Geistlicher, syro-malabarischer Bischof von Kanjirapally
- Vattani, Umberto (* 1938), italienischer Diplomat
- Vattanirappel, Vilson (* 1992), österreichischer Badmintonspieler
- Vattel, Emer de (1714–1767), Schweizer Völkerrechtler
- Vattemare, Alexandre (1796–1864), französischer Bauchredner, Schauspieler und Philanthrop
- Vatter, Adrian (* 1965), Schweizer Politikwissenschaftler
- Vatter, Ben (* 1971), Schweizer Musiklehrer, Chorleiter, Comedian und Liedermacher
- Vatter, Christoph (* 1974), deutscher Romanist
- Vatter, Ernst (1888–1948), deutscher Ethnologe
- Vatter, Ernst (1929–2012), deutscher Theologe und Missionar
- Vatter, Fred (1915–2004), deutscher Unternehmer
- Vatter, Hans-Joachim (* 1956), deutscher Schachspieler
- Vatter, Steffen (* 1966), deutscher Fußballspieler
- Vattes, Britta, deutsche Handballspielerin
- Vattier, Tatiana (* 1977), französische Badmintonspielerin
- Vattimo, Gianni (1936–2023), italienischer Philosoph und Politiker, MdEPGianni Vattimo (1936–2023)

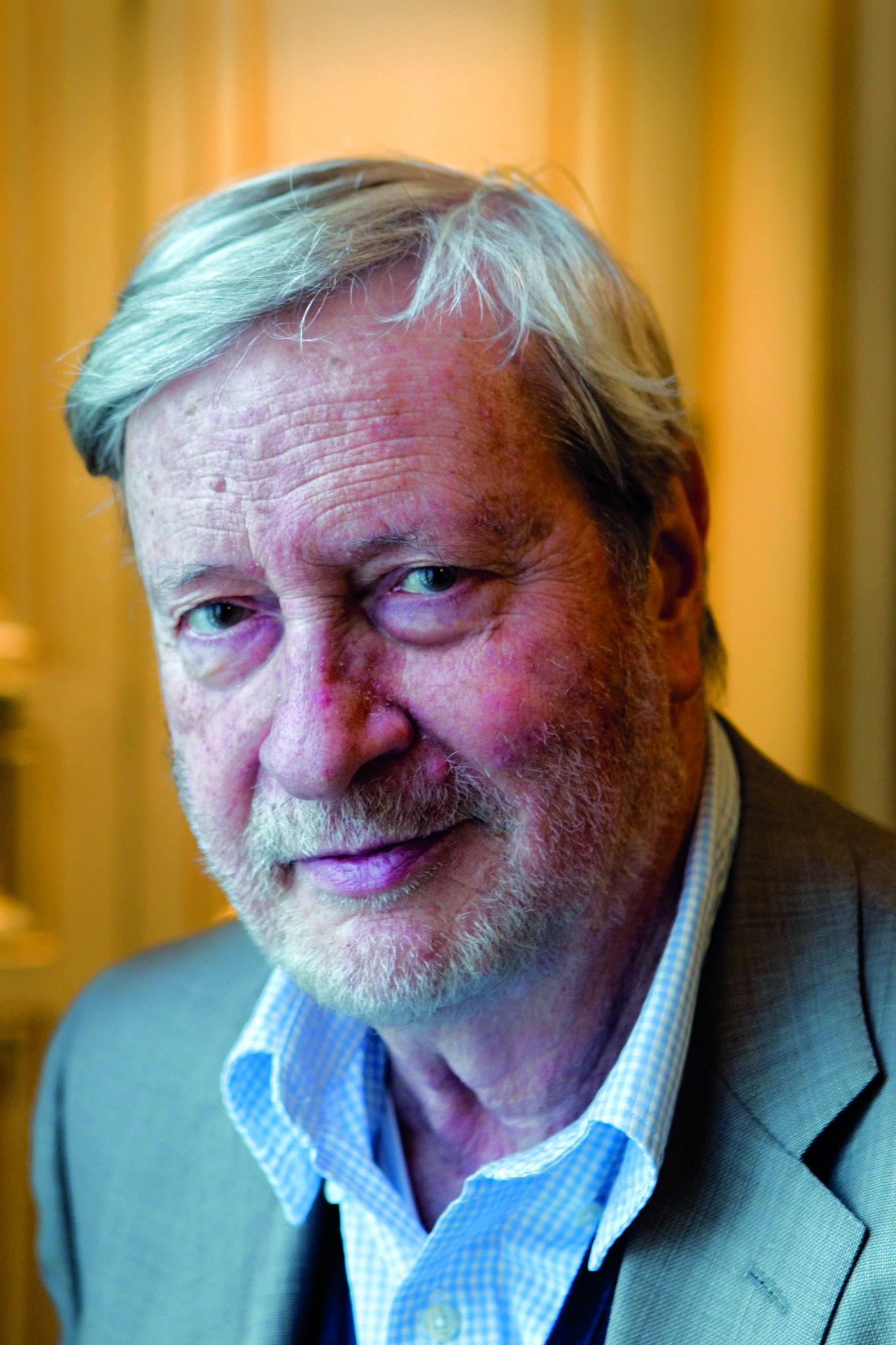
Gianni Vattimo (1936–2023)

- Vattis, Ilias (* 1986), zyprischer Fußballspieler
- Vattmann, Friedrich Wilhelm (1847–1902), Bürgermeister von Gelsenkirchen
- Vattovaz, Bruno (1912–1943), italienischer Ruderer
- Vattrodt, Magnus (* 1972), deutscher Schriftsteller

### Vatu
- Vatuvei, Manu (* 1986), neuseeländischer Rugby-League-Spieler